# 窄花假龙胆
窄花假龙胆（学名：Gentianella angustiflora）为龙胆科假龙胆属下的一个种。

## 扩展阅读
- 維基物種上的相關：窄花假龙胆